# Blue Öyster Cult
I Blue Öyster Cult sono un gruppo musicale heavy metal statunitense, formatosi a New York nel 1970.
Fra i loro brani più celebri si possono citare (Don't Fear) The Reaper (il loro massimo successo, dall'album Agents of Fortune del 1976), Astronomy, Godzilla e Burnin' for You.
Nella loro opera si trovano elementi di diversi sottogeneri del rock, inclusi hard rock, heavy metal, rock psichedelico e rock progressivo. La formazione originale della band, fondata nel 1970, era composta dal cantante e chitarrista Eric Bloom, dal chitarrista Buck Dharma, dal tastierista Allen Lanier e dai fratelli Joe e Albert Bouchard, rispettivamente bassista e batterista.

## Storia del gruppo

### Prima della nascita
La band si formò nel 1967, sotto il nome di Soft White Underbelly (nome che veniva occasionalmente usato negli anni settanta-ottanta durante i concerti nei piccoli club e bar negli Stati Uniti e in Gran Bretagna), nella State University of New York at Stony Brook, Long Island, nello Stato di New York, sotto insistenza del critico Sandy Pearlman, futuro manager del gruppo.
Pearlman, oltre a far avere alla band un contratto discografico prima con la Elektra Records e poi con la Columbia Records, contribuiva spesso ai testi delle canzoni, diventando così una sorta di membro aggiunto della band.
La band era pronta per registrare il proprio album d'esordio quando il cantante Les Braunstein abbandonò il gruppo e fu sostituito da Eric Bloom.

### L'inizio della band
La band cambiò diversi nomi, fino ad approdare al definitivo Blue Öyster Cult nel 1970, con l'ingresso di Allen Lanier e la nascita della prima formazione ufficiale, citazione di un poema scritto da Sandy Pearlman che significa letteralmente "il culto dell'ostrica blu", ma che nel poema di Pearlman rappresenta una massa di alieni pronta a colonizzare la Terra.
I B.Ö.C., dopo un lungo tirocinio nell'area di Long Island, realizzarono l'album di debutto grazie all'aiuto di David Lucas e Clive Davis, l'omonimo Blue Öyster Cult, pubblicato nel gennaio del 1972.
Il disco ottenne un discreto successo e la band partì in tour con gruppi come Byrds, Alice Cooper e Mahavishnu Orchestra.
Il secondo album Tyranny and Mutation (1973) ottenne anch'esso un discreto successo, ma sarà il successivo Secret Treaties, uscito nel 1974, a farli apprezzare anche dalla critica.
L'album, che vanta la collaborazione di Patti Smith, amante del tastierista Allen Lanier e coautrice della canzone Career of Evil, divenne dopo poco disco d'oro, grazie anche al singolo Astronomy.

### Il successo commerciale

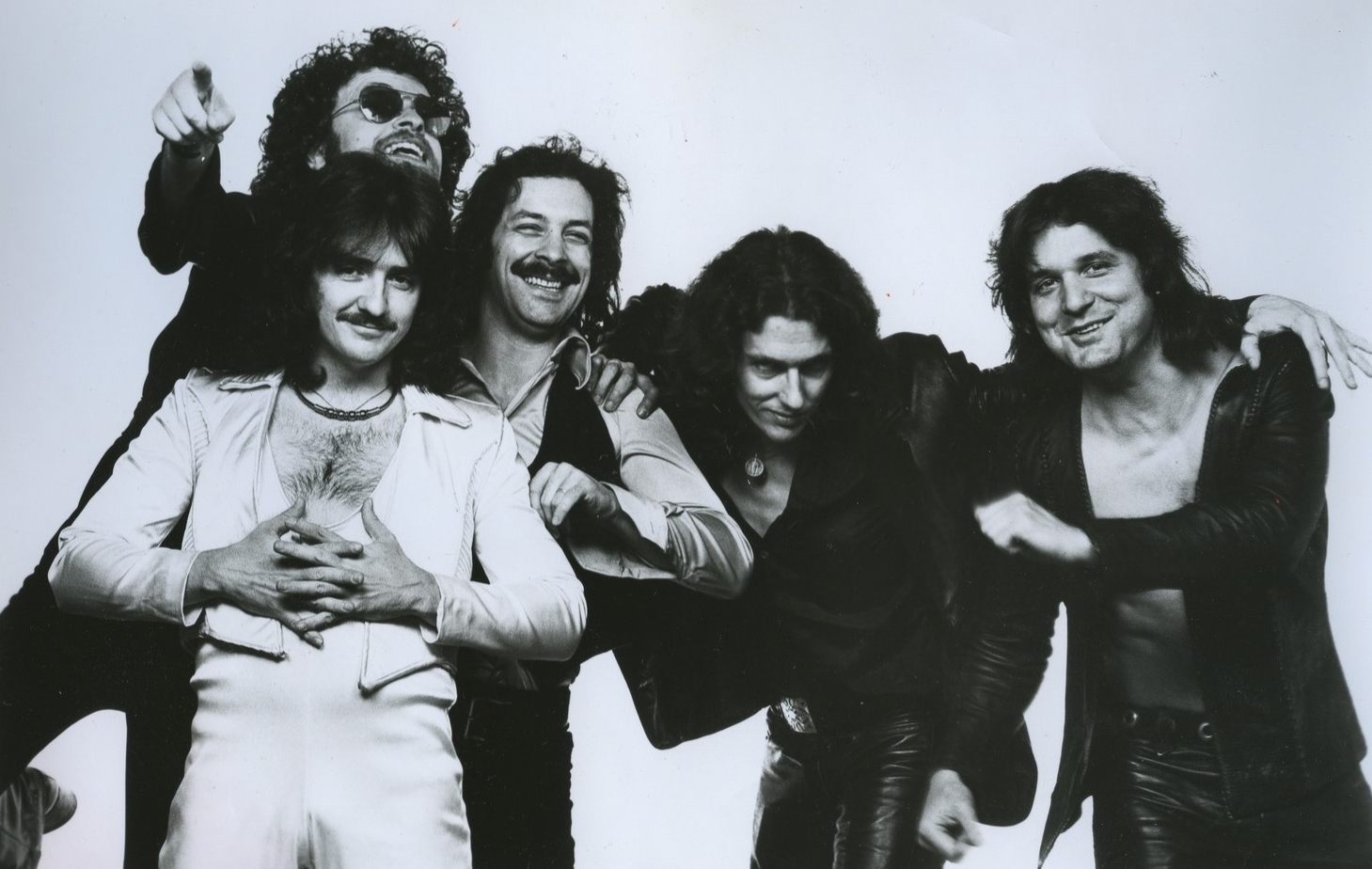
I Blue Öyster Cult nel 1977 (foto di Eric Meola)

Con tre album all'attivo e la critica e il pubblico dalla loro parte, i Blue Öyster Cult realizzarono il primo album dal vivo, On Your Feet or on Your Knees (1975), che ottenne un buon successo.
L'album Agents of Fortune (1976), grazie anche al singolo (Don't Fear) The Reaper, riscosse un successo planetario e in poco tempo divenne disco d'oro.
I Blue Öyster Cult erano sulla cresta dell'onda e i loro concerti registravano il tutto esaurito; le loro performance dal vivo erano spettacolari e suggestive grazie ad alcuni laser che, illuminando il palco con diversi colori, creavano dei fantastici disegni psichedelici.
La gente, però, iniziava a conoscere la band più per i loro show che per la loro musica, e così i Blue Öyster Cult accantonarono dopo qualche tempo questo tipo di spettacolo, anche a causa degli eccessivi costi delle sfavillanti luci.
Trainato dal singolo Godzilla, il quinto album della band, Spectres (1977), fu un altro grandissimo successo per i Blue Öyster Cult.
Nel 1978 uscì il loro secondo album live Some Enchanted Evening, che dopo pochissimo divenne disco di platino, accrescendo ancora di più la fama e il successo della band.
Il successivo album registrato in studio, Mirrors (1979), fu prodotto da Tom Werman, noto per le sue collaborazioni con Ted Nugent e i Cheap Trick, il quale rimpiazzò lo storico produttore e manager del gruppo Sandy Pearlman.
L'album fu considerato inferiore ai precedenti da pubblico e critica, i quali ritenevano che la band si fosse indirizzata verso un pop prettamente commerciale.
L'album infatti fu un mezzo fiasco, nonostante la presenza di The Vigil e The Great Sun Jester, canzoni molto apprezzate dai fan.
Nel frattempo Sandy Pearlman era diventato manager anche dei britannici Black Sabbath e convinse Martin Birch, lo storico tecnico del suono dei Deep Purple che aveva recentemente contribuito al rilancio dei Sabs producendo Heaven and Hell, a produrre il settimo album dei Blue Öyster Cult, Cultösaurus Erectus (1980), che fu acclamato più dalla critica europea che da quella statunitense.
Birch produsse anche il successivo album della band, Fire of Unknown Origin (1981), il quale conteneva la celeberrima Burnin' for You, che contribuì al successo dell'album.
Durante il tour che seguì l'uscita dell'album, il batterista Albert Bouchard abbandonò la band e fu sostituito da Rick Downey.

### Il declino
Nel 1982 uscì il terzo album live della band, il doppio LP Extraterrestrial Live; un anno dopo uscì The Revölution by Night che, prodotto da Bruce Fairbairn, ottenne uno scarso successo, e il singolo Shooting Shark raggiunse solamente l'83ª posizione nelle classifiche.
Dopo il tour che seguì l'uscita dell'album, il batterista Rick Downey abbandonò la band, che dunque fu costretta a richiamare Albert Bouchard, il quale partecipò solamente a un breve tour per la California, dopo il quale, a causa delle continue vicissitudini con gli altri membri della band, se ne andò nuovamente.
Poco dopo anche il tastierista Allen Lanier decise di abbandonare la band, la quale all'improvviso si trovò priva di batterista e di tastierista. Le posizioni vacanti vennero occupate dopo poco da Jimmy Wilcox e Tommy Zvoncheck, con i quali la band registrò l'album Club Ninja (1986), considerato dai fan e dagli stessi BÖC l'ultimo grande album del gruppo.
Dopo la tappa tedesca del tour che seguì l'uscita dell'album, il bassista Joe Bouchard abbandonò la band e fu rimpiazzato dal meno talentuoso Jon Rogers, che rimase nella band sino al 1995.
Il cantante Eric Bloom e il chitarrista Buck Dharma oramai erano gli unici superstiti della formazione originale, e questa nuova formazione durò soltanto per le restanti tappe del tour, dopo il quale la band decise di sciogliersi.

### Il ritorno
I BÖC si riformarono dopo poco poiché ricevettero l'offerta di esibirsi in Grecia.
Come lo seppe, Allen Lanier non esitò a tornare nella band. Nel 1988 venne dunque pubblicato il concept album Imaginos, originariamente destinato ad essere un progetto solista di Pearlman e Bouchard, uscì sotto il nome Blue Öyster Cult per considerazioni di carattere pratico. L'album contiene il remake di due canzoni già presenti nell'album del 1972 Secret Treaties, ovvero Astronomy e Subhuman (qui rinominata Blue Öyster Cult).
Per ben dieci anni la band non realizzò più album e si limitava a esibirsi nei locali; in questo periodo Ron Riddle era il batterista e Jon Rogers il bassista.
Quando Riddle lasciò la band si susseguirono diversi batteristi, Chuck Burgi, John Miceli, John O'Reilly, Bobby Rondinelli e infine Jules Radino. Nel 1995 anche Rogers lasciò la band e fu rimpiazzato temporaneamente da Greg Smith e in seguito da Danny Miranda (divenuto famoso anni dopo per la sua assidua collaborazione con i Queen e Paul Rodgers), a sua volta sostituito nel 2004 da Richie Castellano.
I BÖC ritornarono in studio nel 1998, anno della pubblicazione del loro dodicesimo album, Heaven Forbid, e nel 2001, quando registrarono Curse of the Hidden Mirror.
Da quel momento i Blue Öyster Cult si esibiscono in festival, club e talvolta intraprendono dei tour.

### 2012-2019
Nel 2012, per il quarantennale della band, per un solo concerto tenutosi a New York, si sono uniti alla formazione attuale anche i membri originari Joe ed Albert Bouchard ed Allen Lanier.
Il 14 agosto 2013 è deceduto il membro originario Allen Lanier dopo una lunga malattia.
Nel 2016, per il quarantesimo anniversario di Agent of Fortune, Albert Bouchard si unisce alla band per suonare ai concerti di New York, Los Angeles, Dublino e Londra. Il gruppo suonerà l'album nella sua interezza, con canzoni mai cantate prima in live (True Confessions, The Revenge of Vera Gemini, Sinful Love, Tenderloin, Debbie Denise), canzoni mai suonate dal tour di debutto (Morning Final), e canzoni poco o mai cantate (This Ain't the Summer of Love, Tattoo Vampire), oltre alla canzone Five Guitars, che non fu più suonata da quando Albert lasciò la band nel 1981. Albert partecipa alle canzoni: The Revenge of Vera Gemini (voce, chitarra), Sinful Love (voce, chitarra), Tattoo Vampire (chitarra), Morning Final (chitarra), Tenderloin (cembalo), Debbie Denise (voce, chitarra acustica), Cities on Flame with Rock and Roll (voce, batteria), e Five Guitars (chitarra).
Nel 2017, durante il podcast "Band Geek" di Richie Castellano, Eric Bloom confermò che ci fossero dei piani per rilasciare un nuovo album nel 2018 e che la band stesse valutando le offerte di varie etichette discografiche. Bloom disse anche che Danny Miranda avrebbe suonato con la band fino alla fine dell'anno, per rispettare il contratto dei tour che Kasim Sulton aveva stipulato con Todd Rundgren. Il sito del gruppo è stato poi aggiornato, dichiarando che Miranda era "ritornato" come membro ufficiale della band agli inizi del 2017.
Buck Dharma dichiarò nel 2019 che la band avrebbe registrato un nuovo album, che sarebbe stato rilasciato in autunno. Il 10 luglio 2019 è stato annunciato che la band sarebbe passata all'etichetta Frontier Music e che avrebbe rilasciato un album nel 2020. "È passato molto tempo da quando BÖC ha rilasciato il suo ultimo album. Registrare con Danny, Richie e Jules sarà una grande esperienza poiché abbiamo preso parte a molti tour negli anni, e Buck e io faremo in modo di includerli nel processo creativo e di registrazione," dichiaro Bloom. "La Band attuale è fantastica e non ha mai registrato oltre al live, quindi pensiamo sia tempo di scrivere e registrare nuove canzoni. Oltre la metà delle canzoni per il nuovo album esiste già ed il resto verrà completato durante il processo", aggiunse Dharma.

### 2020
Nel febbraio 2020 Castellano posta un breve video su Facebook in cui Lui e Eric Bloom dichiarano che la band sta lavorando in remoto al nuovo album, utilizzando il software di audio online ConnectionOpen.
Nel marzo 2020 pubblicano l'album live 40th Anniversary — Agents of Fortune — Live 2016 il quale contiene il concerto speciale tenutosi a Hollywood nel 2016 dove la band ha eseguito l'album per intero.
Nell'agosto 2020, la band ha annunciato sul proprio sito web che il loro quattordicesimo album in studio, intitolato The Symbol Remains, sarebbe stato pubblicato il 9 ottobre 2020. I diciannove anni tra Curse of the Hidden Mirror e The Symbol Remains segnano così il divario più lungo tra gli album in studio nella carriera del gruppo. Il 28 agosto viene pubblicato il singolo Box in my head.

### 2023
Il 4 ottobre 2023 il gruppo - sulla pagina Facebook ufficiale - annuncia il nuovo album live "50th Anniversary - Live in NYC - First Night" che viene pubblicato l'8 Dicembre dello stesso anno.
Il Concerto - registrato nel corso di tre serate consecutive dal 21 Settembre del 2022 al Sony Hall di New York - prevedeva che in ognuna delle tre serate la band suonasse integralmente uno dei primi e storici tre album del gruppo (Blue Öyster Cult, Tyranny and Mutation, Secret Treaties) con l'aggiunta di alcune altre canzoni iconiche tratte dagli album successivi ed è disponibile in CD / DVD / Blu-Ray / LP.
Albert Bouchard - uno dei membri fondatori della band - è stato l'ospite speciale della band in tutte e tre le serate del concerto.

## Nome
Il nome Blue Öyster Cult è una citazione di un poema scritto da Sandy Pearlman e che letteralmente significa "il culto dell'ostrica blu", ma che nel poema di Pearlman rappresenta una massa di alieni pronta a colonizzare la Terra. Una voce parzialmente infondata dice che il nome sia anche l'anagramma di "Cully Stout Beer", letteralmente "compagna birra scura". L'aggiunta dell'umlaut nel nome fu suggerita dal tastierista Allen Lanier, e in seguito molte altre band del panorama heavy metal inserirono un umlaut nel nome, tra cui si ricordano i Motörhead, i Mötley Crüe, i Queensrÿche e gli Spin̈al Tap.

## More Cowbell
Nel 2000, i Blue Öyster Cult furono l'oggetto di uno sketch del Saturday Night Live, che è entrato nell'immaginario collettivo degli americani e ha reso l'espressione "more cowbell" (letteralmente "più campanaccio") un'espressione comune. La scena, che si propone di essere un episodio fittizio di Behind the Music del canale VH1, è ambientata nel 1976, durante la registrazione di (Don't Fear) The Reaper. Per capire lo sketch bisogna innanzitutto essere al corrente che il ritmo di tutto il brano è scandito da una cowbell (in italiano campana o campanaccio), una percussione chiamata in questo modo proprio per via della sua forma che ricorda appunto le campane legate al collo delle mucche. In realtà questo strumento venne suonato da Eric Bloom, ma nella scenetta il compito viene assegnato ad un personaggio fittizio, chiamato Gene Frenkle, interpretato da Will Ferrell.
Nello sketch, Christopher Walken interpreta il produttore Bruce Dickinson (da non confondersi con l'omonimo del cantante degli Iron Maiden), mentre altri attori interpretano i musicisti. La band inizia a suonare la canzone, ma è costretta ad interrompersi in quanto Frenkle suona il cowbell a volume troppo alto rispetto al resto della band, ma Dickinson entra nello studio sostenendo di volere "more cowbell", con stupore della band, che invece considera il suono dello strumento troppo fastidioso. Frenkle, in seguito all'incoraggiamento di Dickinson, suona il campanaccio più forte di prima, causando un'altra interruzione della registrazione. Frenkle sembra deciso a voler seguire i consigli del resto del gruppo e mettersi in disparte, ma Dickinson torna in scena, sostenendo di volere more cowbell e dicendo a Frenkle di continuare a suonare in quel modo. A questo punto tutta la band si oppone a Frenkle, che invece tenta di provocarli arrivando a suonare il cowbell a pochi centimetri dall'orecchio di Eric Bloom (Chris Parnel), al punto di non rendersi conto di essere completamente fuori tempo. Vi è un'altra discussione tra i musicisti, ma Dickinson rimane convinto della sua scelta. A questo punto Frenkle tiene un discorso semi-serio al resto della band, con cui riesce a convincerli a registrare la sua parte nel brano; subito dopo, mentre il gruppo ricomincia a suonare, lo sketch termina un fermo immagine su Gene Frenkle, con la scritta "In Memoriam: 1950-2000", per sottolineare che il video in questione doveva essere un tributo a lui dedicato. Il Bruce Dickinson interpretato da Walken, in realtà, non fu un produttore, ma un manager della Columbia Records, che non ebbe mai a che fare con il gruppo durante le registrazioni dei brani. Si pensa che invece il personaggio di Walken fosse in realtà una caricatura di Sandy Pearlman, il vero manager del gruppo, per via dei suoi modi di parlare, vestire e camminare.
Come è accaduto con altre battute tratte dal SNL, la frase More cowbell divenne un vero e proprio tormentone ed entrò nell'uso comune. In seguito a questo, gli stessi Blue Öyster Cult, durante l'esecuzione live del brano, utilizzarono un roadie che suonasse il cowbell sul palco.

## Formazione

### Attuale
- Eric Bloom - voce, chitarra (1970-presente)
- Buck Dharma - chitarra, (1970-presente)
- Richie Castellano - chitarra, tastiera (2004-presente)
- Danny Miranda - basso (1995-2004, 2017-presente)
- Jules Radino - batteria (2004-presente)

### Ex membri principali
- Allen Lanier - chitarra, tastiere, basso, voce (1970-1985, 1987-2007; morto nel 2013)
- Tommy Zvoncheck - chitarra, tastiere, cori (1985-1987)
- Joe Bouchard - basso, cori (1970-1986)
- Albert Bouchard - batteria, cori (1970-1981)
- Rick Downey - batteria (1981-1987)
- Ron Riddle - batteria (1987-1991)
- Chuck Burgi - batteria (1991-1995, 1996-1997)
- John O'Reilly - batteria (1995-1996)
- Bobby Rondinelli - batteria, percussioni (1997-2004)
- Al Pitrelli - chitarra (1999-2007)
- Kasim Sulton - basso (2012-2017)

## Discografia

### Album in studio
- 1972 - Blue Öyster Cult
- 1973 - Tyranny and Mutation
- 1974 - Secret Treaties
- 1976 - Agents of Fortune
- 1977 - Spectres
- 1979 - Mirrors
- 1980 - Cultösaurus Erectus
- 1981 - Fire of Unknown Origin
- 1983 - The Revölution by Night
- 1985 - Club Ninja
- 1988 - Imaginos
- 1998 - Heaven Forbid
- 2001 - Curse of the Hidden Mirror
- 2020 - The Symbol Remains
- 2024 - Ghost Stories

### Album dal vivo
- 1975 - On Your Feet or on Your Knees
- 1978 - Some Enchanted Evening
- 1982 - Extraterrestrial Live
- 1991 - Live 1976
- 2002 - A Long Day's Night
- 2020 - Hard Rock Live Cleveland 2014
- 2020 - 40th Anniversary - Agents Of Fortune - Live 2016
- 2023 - 50th Anniversary - Live in NYC - FIRST NIGHT - Live 2022 (2 CD + DVD)

### Compilation di brani ri-registrati
- 1994 - Cult Classic

### Raccolte
- 1990 - Career of Evil: The Metal Years
- 1995 - Workshop of the Telescopes (2-disc set)
- 2000 - Don't Fear the Reaper: The Best of Blue Öyster Cult
- 2003 - The Essential Blue Öyster Cult

## Cover e apparizioni in altri media
- La canzone Astronomy è stata reinterpretata dai Metallica e compare nel loro album Garage Inc. (1998).
- Gli Evanescence hanno fatto una cover live della canzone (Don't Fear) The Reaper durante un loro concerto (1999).[20]
- I Fu Manchu hanno fatto una cover di Godzilla contenuta nel loro album Eatin' Dust.
- La canzone Godzilla compare nella colonna sonora del videogame Guitar Hero.
- Il brano "Veteran of the Psychic Wars" compare nel film di animazione Heavy Metal.
- Il brano Cities on flames with rock 'n' roll compare nel videogioco Guitar Hero III: Legends of Rock
- Sempre lo stesso brano è stato reinterpretato dagli Iced Earth ed è presente nell'album Tribute to the Gods del 2000.
- Svariate loro canzoni compongono la colonna sonora di My Name Is Earl.
- Uno dei personaggi del film The Stöned Age sostiene di aver "visto la luce" dopo essere stato casualmente illuminato da un riflettore durante un concerto della band (che compare nel film).
- La canzone (Don't Fear) The Reaper, probabilmente il loro brano più famoso, ha ricevuto un gran numero di citazioni:

1. fa da sottofondo al Reaper che "raccoglie" le anime nella dodicesima puntata della prima stagione di Supernatural (nella stessa serie appaiono anche Fire Of Unknown Origins e Burnin' For You nella diciassettesima puntata sempre della prima stagione; nello stesso episodio numerose sono le citazioni alla band).
2. appare nella colonna sonora del film di John Carpenter Halloween, la notte delle streghe.
3. appare nel film Benvenuti a Zombieland.
4. compare anche nel romanzo di Stephen King L'ombra dello scorpione e nella sua trasposizione televisiva, in apertura del primo episodio.
5. è citata nel thriller Svaniti nel nulla di Harlan Coben.
6. riarrangiata come sottofondo acustico, compare anche nel film Scream, dove Neve Campbell la ascolta prima di essere aggredita in casa.
7. appare nei videogiochi Prey (nel preciso momento in cui il protagonista viene rapito da una navicella aliena), Rock Band, True Crime: New York City e Ripper.
8. è stata reinterpretata nel 1998 dal gruppo finlandese degli HIM.
9. è presente all'inizio del diciassettesimo episodio (e gira, gira, gira....) della prima stagione di Agents of S.H.I.E.L.D.
10. compare nel finale della seconda stagione di Orange is the new black, quando Miss Rosa evade dal carcere alla guida di un furgone e investe Vee uccidendola.
11. all'inizio di un episodio della terza stagione di Prison Break, ambientato in una prigione di Panama, si può sentire una cover di questo brano cantata in spagnolo.
12. il suo ritornello compare al termine del secondo episodio della tredicesima stagione de I Simpson; durante l'episodio Homer vince un medaglione dei Blue Öyster Cult.
13. è presente nei titoli di coda del film Sospesi nel tempo, diretto da Peter Jackson.
14. una cover di (Don't fear) The Reaper eseguita dai Caesars appare nella sequenza finale dell'ottavo episodio della seconda stagione della serie Six Feet Under dal titolo Ricordi di Natale.
15. è inserita nell'ottava puntata dell'ottava stagione di Scrubs cantata a cappella dalla band di Ted.

- Nel film di John Carpenter Il signore del male il marchio del male riportato sul braccio di un'attrice è il simbolo della band (il punto di domanda con la croce).
- I titoli di alcuni episodi del fumetto horror-western Djustine riprendono quelli dei brani del gruppo.
- La canzone Don't Turn Your Back è inserita nel gioco Slender's Woods: entrando in una stanza della mansione di Matthew si può trovare un giradischi con il disco in vinile di Fire of Unknown Origin.
- La storia del gruppo e alcune sue canzoni sono al centro della trama del romanzo La via del male di J. K. Rowling, pubblicato sotto lo pseudonimo di Robert Galbraith. Il titolo originale del libro è Career of Evil, e nelle intestazioni dei singoli capitoli compaiono titoli e versi di alcuni brani del gruppo.
- Molteplici riferimenti al gruppo e all'album Imaginos sono disseminati nel manga di Yukito Kishiro Alita l'angelo della battaglia, a partire dal nome dello scienziato pazzo Desty Nova e del corpo cibernetico della protagonista, chiamato appunto Imaginos. Il simbolo della band - la combinazione di tre punti esclamativi e uno interrogativo messi a croce - è usato come emblema di uno dei personaggi del manga.
- La canzone Burnin' for you è presente nell'episodio 15 della settima stagione di How I Met your mother.
- Sempre la canzone Burnin' for you è presente nell'intermezzo di una missione del videogioco della Rockstar Games Grand Theft Auto: Vice City, del 2002.
- Alla fine del 2021, grazie al lavoro e alla produzione del giornalista e fan Giancarlo Bolther, esce per Black Widow Records la doppia antologia tributo The Dark Side Of The Cult. Tra i 27 gruppi presenti: Presence, Gothic Stone, Epitaph, Mugshots, Witchwood, Runaway Totem, Bullfrog e Il Segno Del Comando. Spicca la presenza di Albert Bouchard, storico batterista del gruppo, che rilegge Baby Ice Dog.